# SMAP1
SMAP1 (англ. Small ArfGAP 1) – білок, який кодується однойменним геном, розташованим у людей на короткому плечі 6-ї хромосоми. Довжина поліпептидного ланцюга білка становить 467 амінокислот, а молекулярна маса — 50 386.
| 10         |  | 20         |  | 30         |  | 40         |  | 50         |
| ---------- |  | ---------- |  | ---------- |  | ---------- |  | ---------- |
| MATRSCREKA |  | QKLNEQHQLI |  | LSKLLREEDN |  | KYCADCEAKG |  | PRWASWNIGV |
| FICIRCAGIH |  | RNLGVHISRV |  | KSVNLDQWTA |  | EQIQCMQDMG |  | NTKARLLYEA |
| NLPENFRRPQ |  | TDQAVEFFIR |  | DKYEKKKYYD |  | KNAIAITNIS |  | SSDAPLQPLV |
| SSPSLQAAVD |  | KNKLEKEKEK |  | KKEEKKREKE |  | PEKPAKPLTA |  | EKLQKKDQQL |
| EPKKSTSPKK |  | AAEPTVDLLG |  | LDGPAVAPVT |  | NGNTTVPPLN |  | DDLDIFGPMI |
| SNPLPATVMP |  | PAQGTPSAPA |  | AATLSTVTSG |  | DLDLFTEQTT |  | KSEEVAKKQL |
| SKDSILSLYG |  | TGTIQQQSTP |  | GVFMGPTNIP |  | FTSQAPAAFQ |  | GFPSMGVPVP |
| AAPGLIGNVM |  | GQSPSMMVGM |  | PMPNGFMGNA |  | QTGVMPLPQN |  | VVGPQGGMVG |
| QMGAPQSKFG |  | LPQAQQPQWS |  | LSQMNQQMAG |  | MSISSATPTA |  | GFGQPSSTTA |
| GWSGSSSGQT |  | LSTQLWK    |  |            |  |            |  |            |

A: Аланін

C: Цистеїн

D: Аспарагінова кислота

E: Глутамінова кислота

F: Фенілаланін

G: Гліцин

H: Гістидин

I: Ізолейцин

K: Лізин

L: Лейцин

M: Метіонін

N: Аспарагін

P: Пролін

Q: Глутамін

R: Аргінін

S: Серин

T: Треонін

V: Валін

W: Триптофан

Кодований геном білок за функцією належить до активаторів гтфаз. 
Задіяний у такому біологічному процесі, як альтернативний сплайсинг. 
Білок має сайт для зв'язування з іонами металів, іоном цинку. 
Локалізований у клітинній мембрані, мембрані.